# 원앙선
"원앙선"은 한국에서 제작된 김기덕 감독의 1964년 영화이다. 강신성일 등이 주연으로 출연하였고 차태진 등이 제작에 참여하였다.

## 출연

### 주연
- 강신성일
- 전계현
- 엄앵란

## 기타
- 원작자: 이서구
- 조명: 박진수
- 미술: 노인택